# Marathon van Honolulu 2016
De marathon van Honolulu 2016 vond plaats op 11 december 2016 in Honolulu. Het was de 44e editie van deze marathon. 
Bij de mannen won de Keniaan Lawrence Cherono in 2:09.37 (een parcoursrecord). Hij had meer dan een minuut voorsprong op zijn als tweede eindigende landgenoot Wilson Chebet. Bij de vrouwen was de Keniaanse Brigid Kosgei het snelst in 2:31.10. Zij liep bijna drie minuten uit op de concurrentie.
In totaal bereikten 20.222 marathonlopers de finish, van wie 10.767 mannen en 9.455 vrouwen.

## Uitslagen

### Mannen
| rang   | naam             | land | tijd    |
| ------ | ---------------- | ---- | ------- |
| Goud   | Lawrence Cherono | KEN  | 2:09.37 |
| Zilver | Wilson Chebet    | KEN  | 2:10.49 |
| Brons  | Deribe Robi      | ETH  | 2:13.39 |
| 4      | Feyisa Lilesa    | ETH  | 2:15.56 |
| 5      | Tatsuya Itagaki  | JPN  | 2:19.22 |
| 6      | Thomas Puzey     | USA  | 2:23.57 |
| 7      | Nick Arciniaga   | USA  | 2:24.28 |
| 8      | Shusei Ohashi    | JPN  | 2:26.40 |
| 9      | Hamish Carson    | NZL  | 2:27.16 |
| 10     | Taku Harada      | JPN  | 2:27.46 |

### Vrouwen
| rang   | naam            | land | tijd    |
| ------ | --------------- | ---- | ------- |
| Goud   | Brigid Kosgei   | KEN  | 2:31.10 |
| Zilver | Lindsey Scherf  | USA  | 2:34.04 |
| Brons  | Buzunesh Deba   | ETH  | 2:35.33 |
| 4      | Yingying Zhang  | CHN  | 2:38.39 |
| 5      | Eri Suzuki      | JPN  | 2:48.37 |
| 6      | Polina Carlson  | USA  | 2:55.17 |
| 7      | Kathleen O'Neil | JPN  | 2:55.47 |
| 8      | Mika Oba        | JPN  | 2:56.55 |

1973 ·
1974 ·
1975 ·
1976 ·
1977 ·
1978 ·
1979 ·
1980 ·
1981 ·
1982 ·
1983 ·
1984 ·
1985 ·
1986 ·
1987 ·
1988 ·
1989 ·
1990 ·
1991 ·
1992 ·
1993 ·
1994 ·
1995 ·
1996 ·
1997 ·
1998 ·
1999 ·
2000 ·
2001 ·
2002 ·
2003 ·
2004 ·
2005 ·
2006 ·
2007 ·
2008 ·
2009 ·
2010 ·
2011 · 
2012 · 
2013 ·  
2014 ·  
2015 ·  
2016 ·  
2017